# Leon Jeanne
Leon Charles Jeanne (* 17. November 1980 in Cardiff) ist ein walisischer Fußballspieler.
Der Mittelfeldspieler begann seine Karriere bei den Queens Park Rangers in der englischen First Division. Der Klub stieg 2001 ab und er wechselte zum Liga-Konkurrenten Cardiff City. Nur wenige Wochen nach dem Wechsel wurde er bei einer Dopingkontrolle positiv getestet und erhielt eine zweijährige Sperre auf Bewährung. Mit Cardiff gewann er den FAW Premier Cup 2001/02. Ende Mai 2002 wurde Jeanne erneut für einen Dopingtest ausgelost. Bei der Analyse wurde festgestellt, dass die von ihm abgegebene Flüssigkeit kein Urin war. Einen angebotenen weiteren Test verweigerte er, so dass er gesperrt wurde. Nach seiner Sperre ging er in die League of Wales und spielte bei Port Talbot Town, Barry Town, Afan Lido FC und Carmarthen Town sowie mehreren unterklassigen Klubs in Wales und England.